# Туррахер
46°54′52″ пн. ш. 13°52′30″ сх. д. / 46.9144° пн. ш. 13.875° сх. д.
Назва Туррахер (нім. Turracher) відноситься до села, озера, перевалу в Альпах та місцевості в Центральних Східних Альпах в Австрії. Населений пункт на перевалі називають Туррахерхе (нім. Turracherhöhe). По перевалу та озеру Туррахер проходить кордон між двох федеральних земель Штирії та Каринтії. Загалом регіон Туррахер розташовано у трьох муніципалітетах: штірійський Штадль-Предліц на півночі та муніципалітети Каринтії Райхенау та Альбек на півдні. Прямих доріг на вершину перевалу з Альбека немає. Через віддаленість від районів раннього заселення та високе розташування регіон був заселений відносно пізно. У XVII столітті в районі Туррахер почали видобувати корисні копалини. Протягом XX століття регіон поступово розвивався для туризму. Для збереження різноманітності флори та фауни Туррахера створено ландшафтну охоронну зону.

## Географія

### Географічне положення

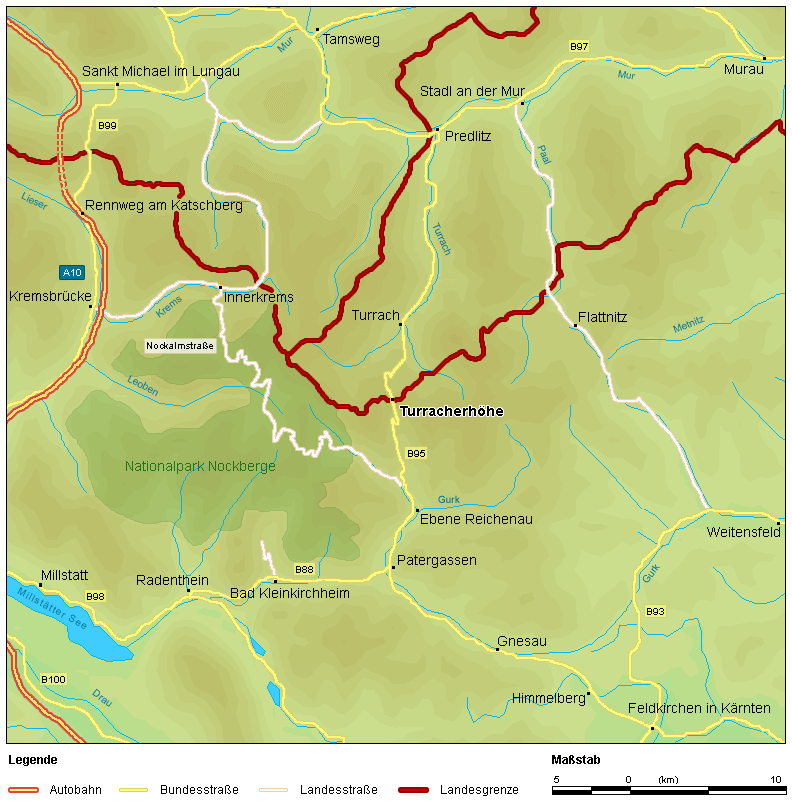
Місцевість Туррахера

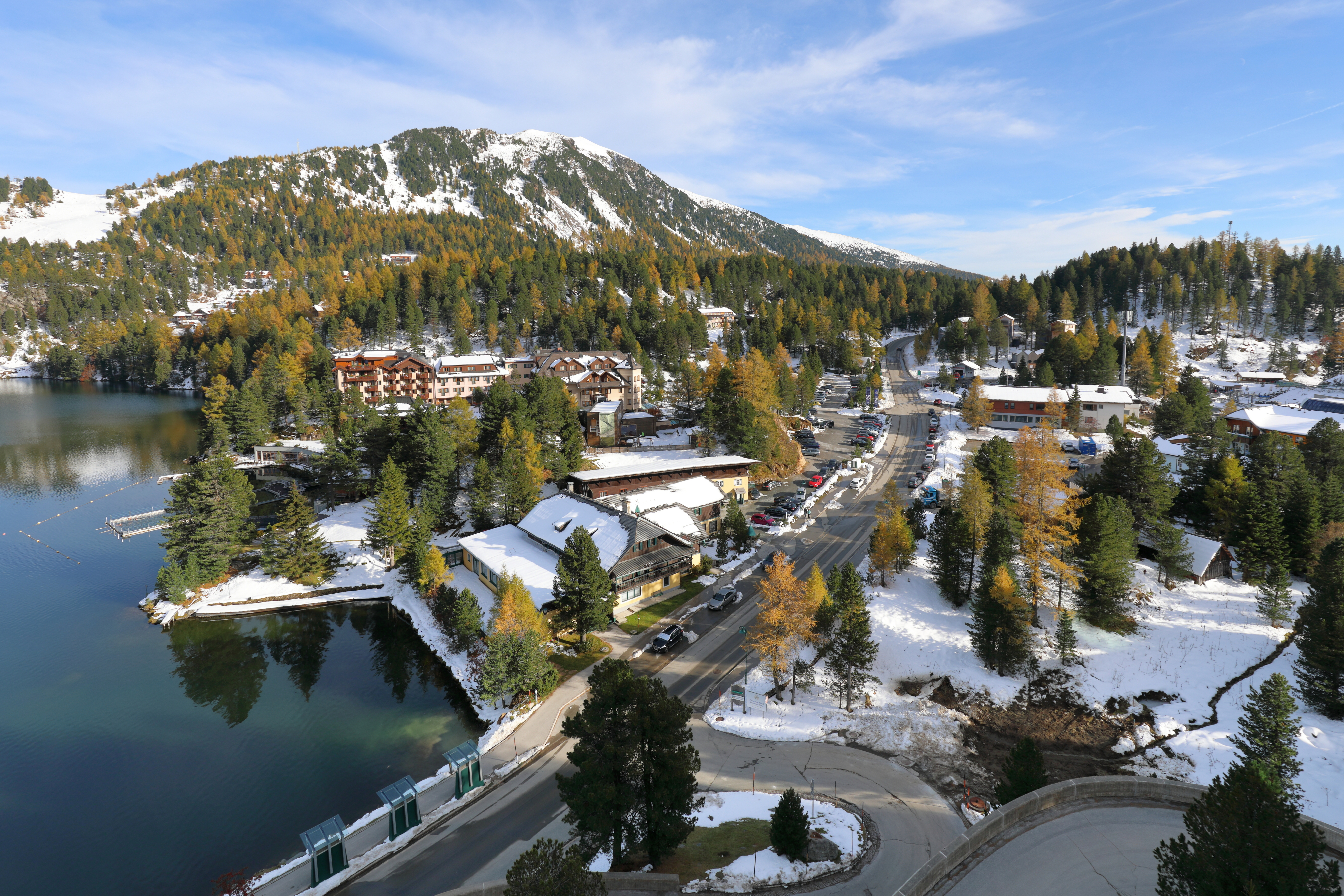
Шосе на перевал Туррахерхе. Ліворуч – озеро Туррахзеє, на задньому плані Шоберрігель висотою 2208 м

Район Туррахер розташоване в західній частині Гурктальських Альп. Територія простягається між вершин Рінсеннок (2334 м) на заході до Латтерштайг (2264 м) на сході; у напрямку північ-південь простягається від однойменного села Туррах, що нижче на 500 м на північ, до населеного пункту Райхенау, що нижче на 700 м на південь. Район оточують вершини Ґурктальських Альп, що мають висоту більшу за 2 300 м над рівнем моря. Найнижча точка Туррахерхе розташована на висоті 1795 м над рівнем моря на південному березі озера Туррахер. Вершина Туррахер є частиною вододілу між долиною Мури та притокою Драви річкою Ґурк, яка починається з висоти 2000 м над рівнем моря на Латтерштайг.
Автошлях (B95), який проходить вздовж західного берега озера Туррахер, йде від Зальцбурга до Фельдкірхена, з'єднує долину Верхньої Мури Штирії на півночі з долиною Ґурка у Каринтії на півдні. Дорога на перевалі (від Турраха до рівнини Райхенау) має довжину 16 км.

## Історія

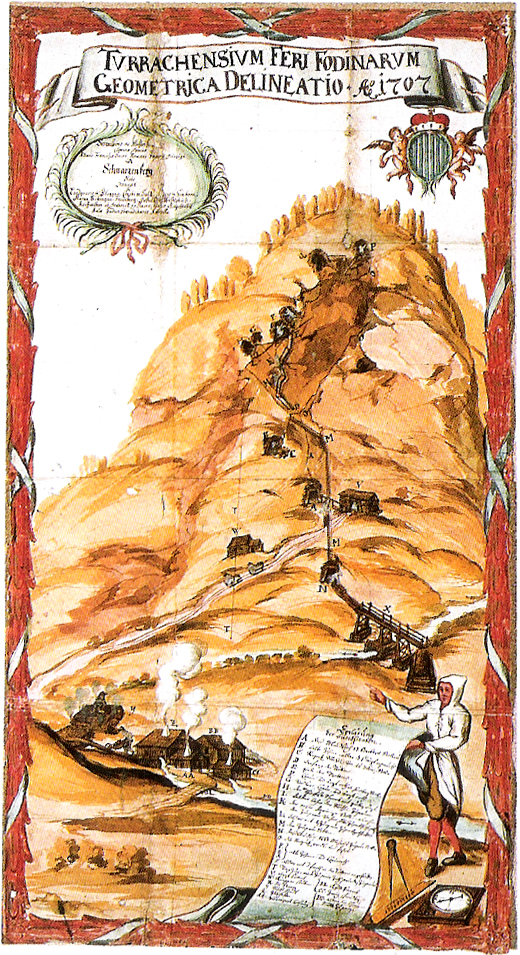
Залізна копальня Туррахер. Карта 1707 року

### Перші поселення
Назва Туррахер походить від старого терміну «Durrach», який використовувався для позначення лісу, в якому багато повалених, засохлих («dürr») дерев. Термін широко використовується в Каринтії, а також в решті Австрії. Перші поселення на південь від Туррахерхе з'явилися на початку XIV століття. Політично регіон спочатку був частиною Каринтійського герцогства, але пізніше був розділений між трьома територіями через відокремлення Лунгау до Зальцбурга та Мурау до герцогства Штирія. З пізнього Середньовіччя на північ і південь від вершини перевалу було лише кілька садиб, але жодного поселення. Крім того, Туррахерхе довгий час не відігравав ролі транспортного коридору. Протягом Середньовіччя та раннього Нового часу маршрути через Туррах мали лише місцеве значення, наприклад для транспортування солі від Зальцкаммергута до Райхенау (перша документальна згадка 1332 р.), де була філія митарної служби.Поки туризм не почав розвиватися наприкінці 1920-х років. Сертифікатом, виданим у Мусгаймі від 1256 року, каринтійський герцог Ульріх III надав менестрелю та поету Ульріху фон Ліхтенштейну суверенне право на видобуток корисних копалин у районі Мурау, в який тоді входила місцевість Туррахер. Однак конкретних доказів видобутку корисних копалин у регіоні неможливо знайти ні в цьому документі, ні в наступних століттях.
У 1657 році Йоганн Адольф граф Шварценберг, який правив Мурау, розпочав пошуки мідної руди. У Штайнбахграбені було знайдено величезну кількість лімоніту (типу залізної руди), після чого граф попросив у імператора Леопольда I ліцензію на видобуток і виплавку, яка була видана 31 січня 1660 року. Вже в тому було побудувано в Туррахер блюмер для виплавки чавуну, а в 1662 році була проведена перша плавка. Спочатку видобуток і виплавка відбувалися переважно на стороні Штирії біля села. У 1783 році було  продовжено дорогу на 15 км від Предліца до Туррахер, щоб полегшити транспортування руди. Але й вище села проходили шляхи для транспортування деревини та деревного вугілля, які доходили до сьогоднішньої вершини перевалу.
Загальна економічна криза, спричинена наполеонівськими війнами та їхніми наслідками, також торкнулася шахт Туррахер в перші два десятиліття XIX століття. Однак чавунний бізнес зазнав значного прогресу завдяки оптимізації методів роботи та впровадженню сучасних технологій. У середині XIX століття щорічна кількість руди, яку доставляли приблизно 60 шахтарів, становила приблизно 5600-6700 тонн.Тоді видобували тільки взимку, тому що руду доводилося тягнути на плавильне в мішках на санях.
Починаючи з 1863 року, в Туррахере для виплавки руди застосовувався конвертер Бессемера, який робив виробництво сталі більш ефективним. У 1865 році в Туррахері працювали три конвертори потужністю 160—190 кг і дві доменні печі. На той час чавуноплавильний завод Туррахера був найбільшим у Штирії та одним із найсучасніших у Європі. Однак з 1870-х років продажі погіршилися; виробництво сирого чавуну почало скорочуватися. Однією з причин було невигідне розташування Туррахер, що спричинило високі транспортні витрати, які призвели до зниження конкурентоспроможності металургійних компаній. У 1909 році чавуноплавильний завод у Туррахер остаточно закрили.
Іншими природними ресурсами, які добувались в районі Туррахера є антрацитове вугілля, яке видобували до 1960-х років, кіновар. Біля озера добували карбонат магнію та сланці. Гірничодобувна промисловість перестала працювати в XX столітті з економічних причин.

### «Поділене» село

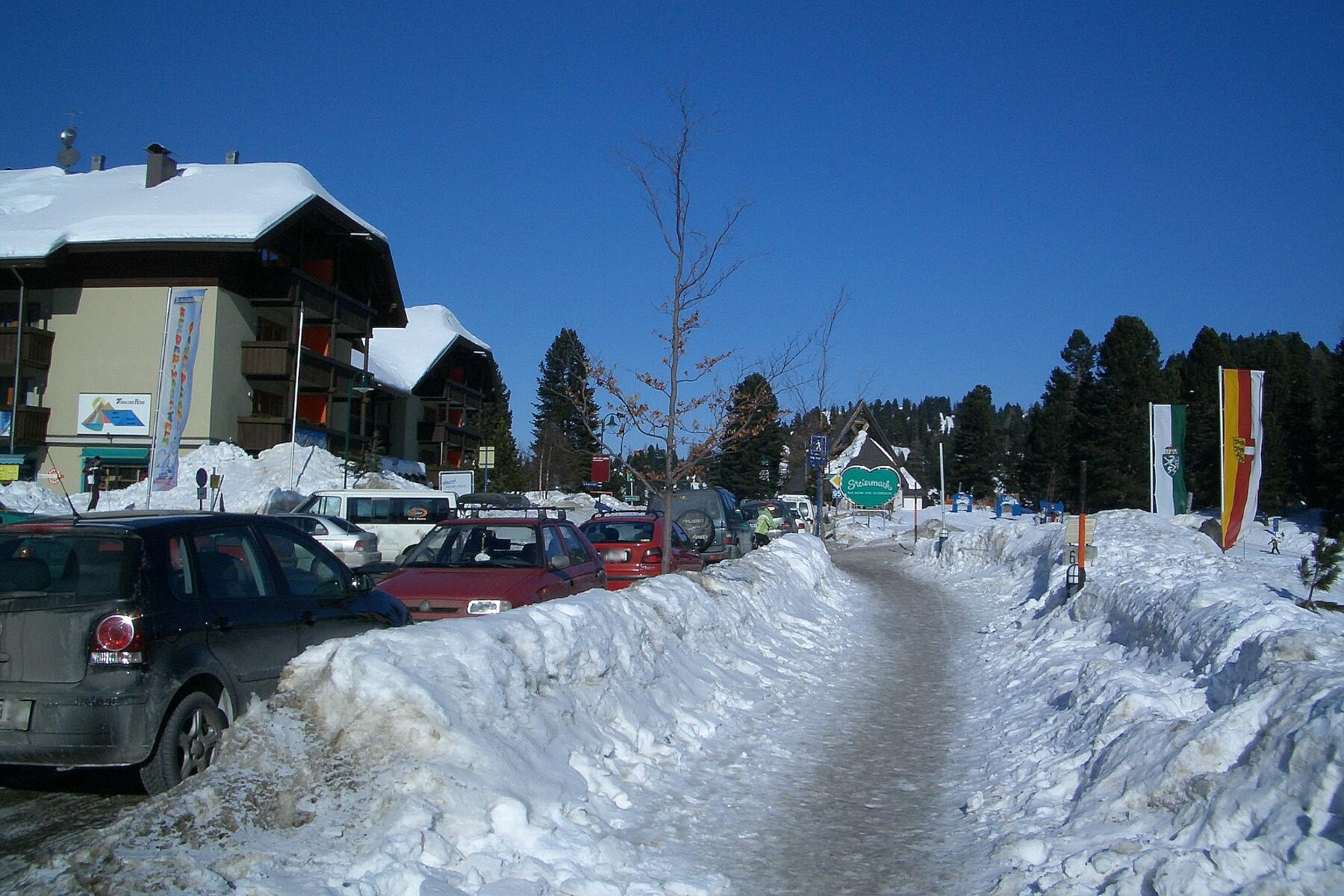
Туррахерхе де проходить кордон між муніциталітетами. Праворуч державні прапори Штирії та Каринтії.

Довгий час на перевалі були лише поодинокі садиби та помешкання для лісорубів, які рубали дрова для копалень і плавильних заводів у селі Террахер, що нижче на північ. Поселення не розвивалося до другій половині XX століття, коли на перевалі почали з'являтися туристи.
Сьогодні поселення Туррахерхе на вершині перевалу налічує близько постійних 100 жителів та понад 400 помешкань. Як і озеро Туррахер, воно належить двом муніципалітетам земель Австрії. Кордон федеральних земель проходить приблизно посередині села та озера. Північна частина, яка належить Штирії, має поштовий індекс 8864, південна частина на території Каринтії має поштовий індекс 9565. Телефонний код існує єдиний для всього села (04275).
Таким чином, на Туррахерхе формально є два села. Але на території села не було встановлено міських знаків. Існують тільки знак на в'їзді в село зі стороні Каринтії. Він сповіщає про в'їзд до Туррахерхе з муніципалітета Райхенау. А на північній околиці села знак містить напис «Туристичний регіон Туррахерхе» муніципалітета Штирії.
У широкій сідловині вершини перевалу, де дорога пролягає горизонтально протягом двох кілометрів, знаходиться туристична інфраструктура. Працюють два висококласні готелі, понад 30 малих і середніх готелів і гостьових будинків. По південному та західному схилах, на східній стороні озера серед соснового бору також багато будинків для відпочинку. Вони чудово приховані деревами, тому не виділяються з природного оточення.
У Туррахерхе працює банк і магазини спортивних товарів і сувенірів. Але на перевалі немає жодного продуктового магазину чи АЗС. Екуменічний храм відкритий з 1985 року та доступний для всіх християнських віросповідань.
Питну воду мешканці отримають з двох джерел біля озера Грюн і ще одного з Рінсеннок. Якість питної води чудова, як й озер Туррах,  оскільки громада підключена до громадської каналізаційної системи, так що накопичена стічна вода перенаправляється через рівнину Райхенау на очисні споруди.
Туррахерхе до 1957 року не мав громадської системи електропостачання, електроенергію виробляли приватні генератори. З будівництвом теплоцентралі в 1997 році в поселенні з'явилось екологічно чисте опалення.

## Транспорт

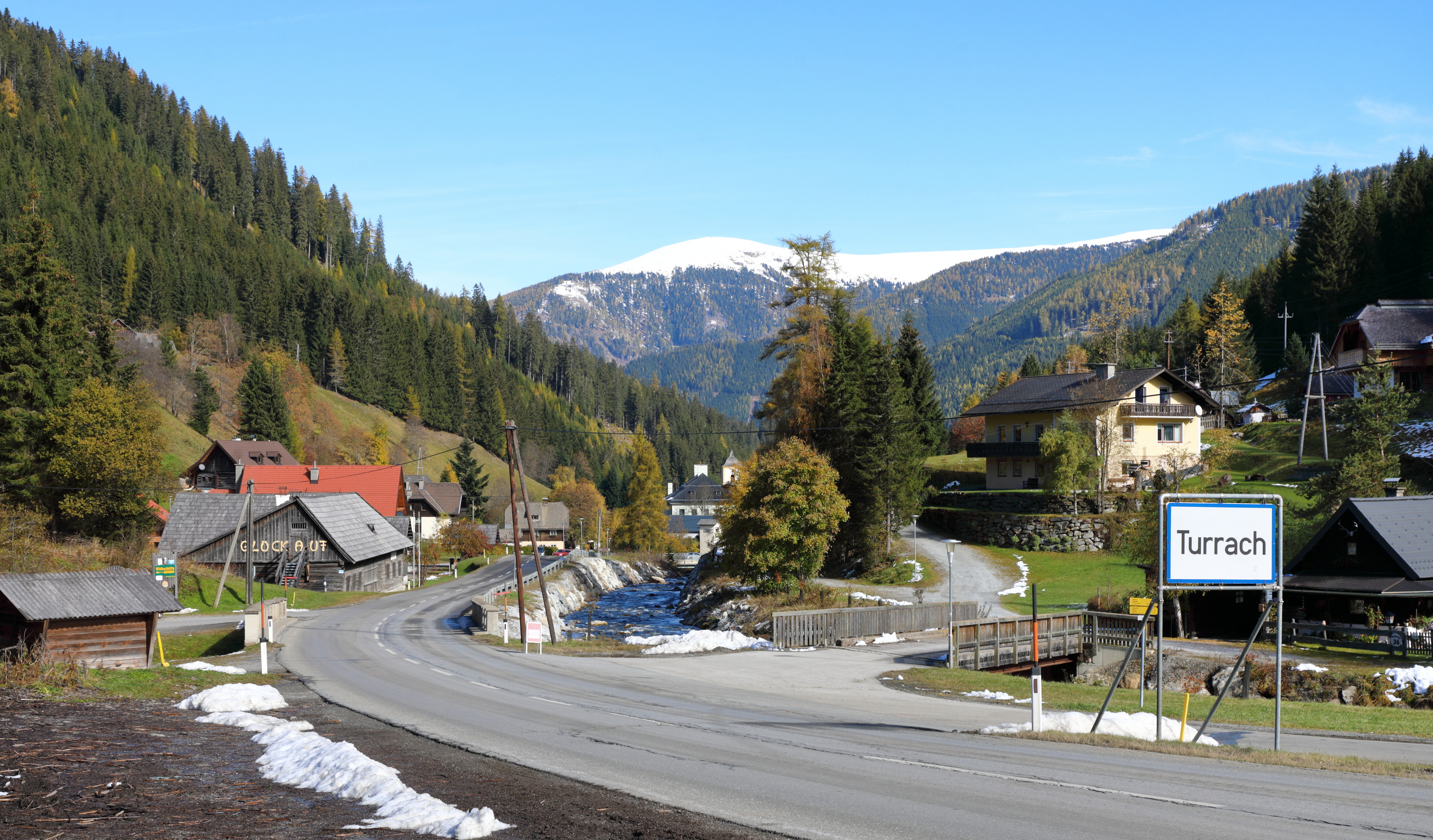
Автошлях B95, в'їзд в Туррах

Туррахер траса (B95) має порівняно низьке значення для сполучення між Каринтією та федеральними землями, що межують на півночі, Зальцбургом і Штирією. Туррахерхе  рідко обслуговується громадським транспортом. Від Предліца, де розташована залізнична станція, кілька разів на день курсує автобус до вершини перевалу, а також автобусне сполучення існує до Райхенау і далі до Клагенфурта.

## Туризм

### Розвиток туризму

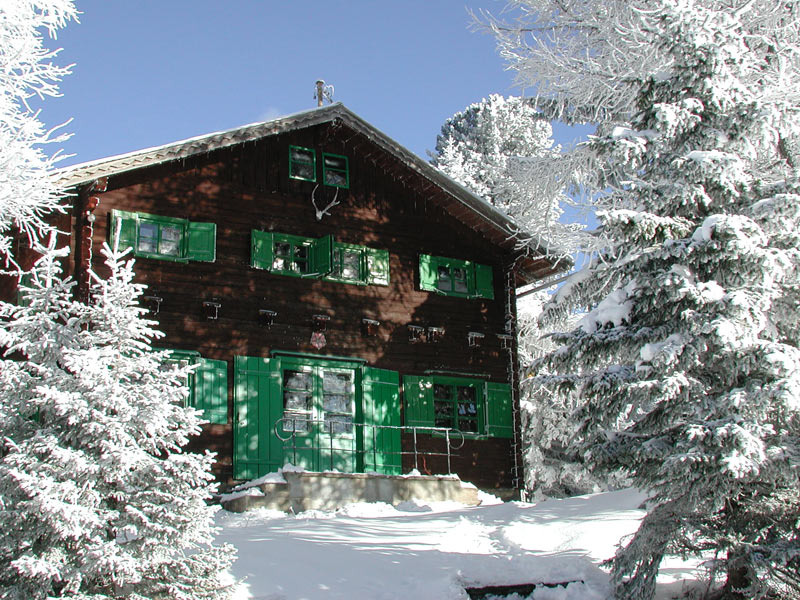
Перший будинок для туристів на перевалі

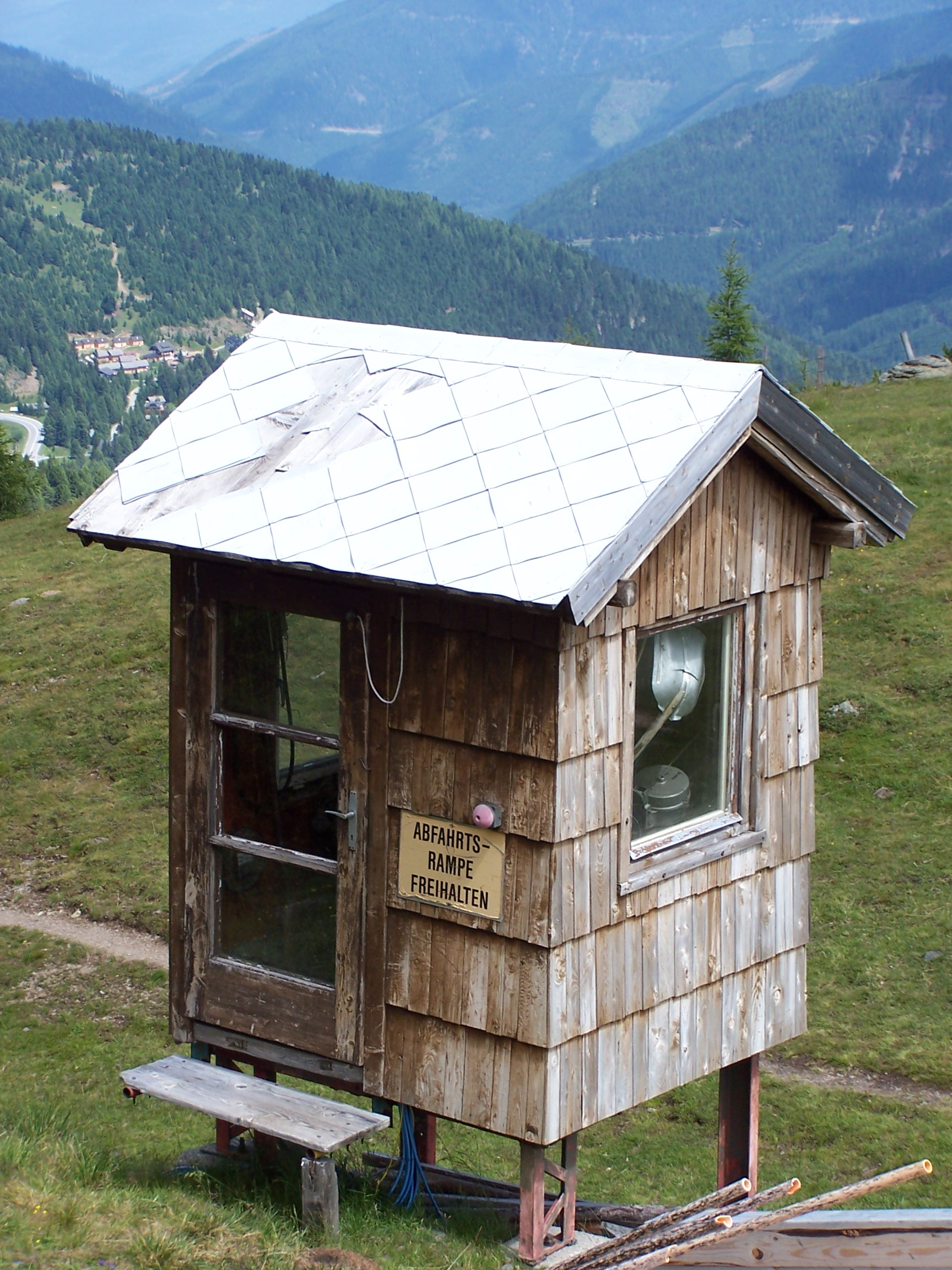
Станція першого гірськолижного бугельного (Т-подібного) підйомника

Розвиток поселення на перевалі почалось у XIX столітті. Достовірно відомо про найстарішу корчму «Seewirt», яка все ще існує, в якій у 1830 році діяла альпійська пивна. Вже наприкінці XIX століття перші туристи приїхали для походів на Туррах, а на початку XX століття лижники вже приїжджали для тривалих лижних прогулянок. Найстаріші готелі перевалу, які існують і сьогодні: «Jägerwirt» (1905), «Siegel» (1911) та «Hochschober» (1929).
Не зафіксовано, коли було побудована дорога З півдня кам'яний міст «Teufelsbrücke» (Міст диявола) був побудований над ущелиною Штангенбах в 1893 році. На початку XX століття вулиці Туррахерхе вже були пристосовані до автомобільного руху. З півдня з 1928 року курсував автобус, а з півночі автобусна лінія з'явилася в 1929 році. Однак взимку автобуси не піднімалися по крутим та склизькім схилам до перевалу, тому туристи змушені були йти пішки декілька кілометрів від Туррахера. У 1936 році на північному березі озера Туррахер був зведений перший приватний будинок для відпочинку.
Взимку після Другої світової війни в окупований британськими військами Туррахерхе приїхали перші англійські туристи.
У 1946 році був побудований Т-подібний підйомник, який спочатку він був зарезервований для використання англійцями. Через це підйомник в Туррахерхе досі називають «Engländerlift» (Англійський підйомник). У 1950-х роках був побудован перший однокрісельний підйомник та підйомник «Панорамбан». У 2006 року було замінено старі підйомники на шестимісний підйомник з підігрівом сидінь. Влітку 2007 року новий 1600 м відкрито цілорічну санну трасу.
Починаючи з 1970-х років, кількість зимових спортсменів на Туррахерхе почала зростати, тому вирішили коригувати ухил федеральної дороги між селом та перевалом. Через велику стрімкість багато автобусів та автівок не могли підніматися до перевалу в зимовий час. З 1978 по 1980 рік над старою дорогою, яка неодноразово загороджувалась лавинами, була введена в експлуатацію нова ділянка з протилавинними загородженнями. Сьогодні перевал Туррахерхе має максимальний нахил 23% на короткій ділянці дороги з боку Каринтії. Закривати його взимку доводиться дуже рідко.
Туристичний район Туррахерхе сьогодні є центром як для літнього, так і для зимового туризму. Найбільша кількість відвідувань (дві третини) приходиться на зимовий сезон. Всього для гостей є 1350 комерційних і 570 приватних місць. У середньому на рік у сфері туризму зайнято 320 осіб. Розширення туристичних пропозицій відбувалося обережним і природним шляхом з першої національної концепції регіонального розвитку.

### Зимовий туризм

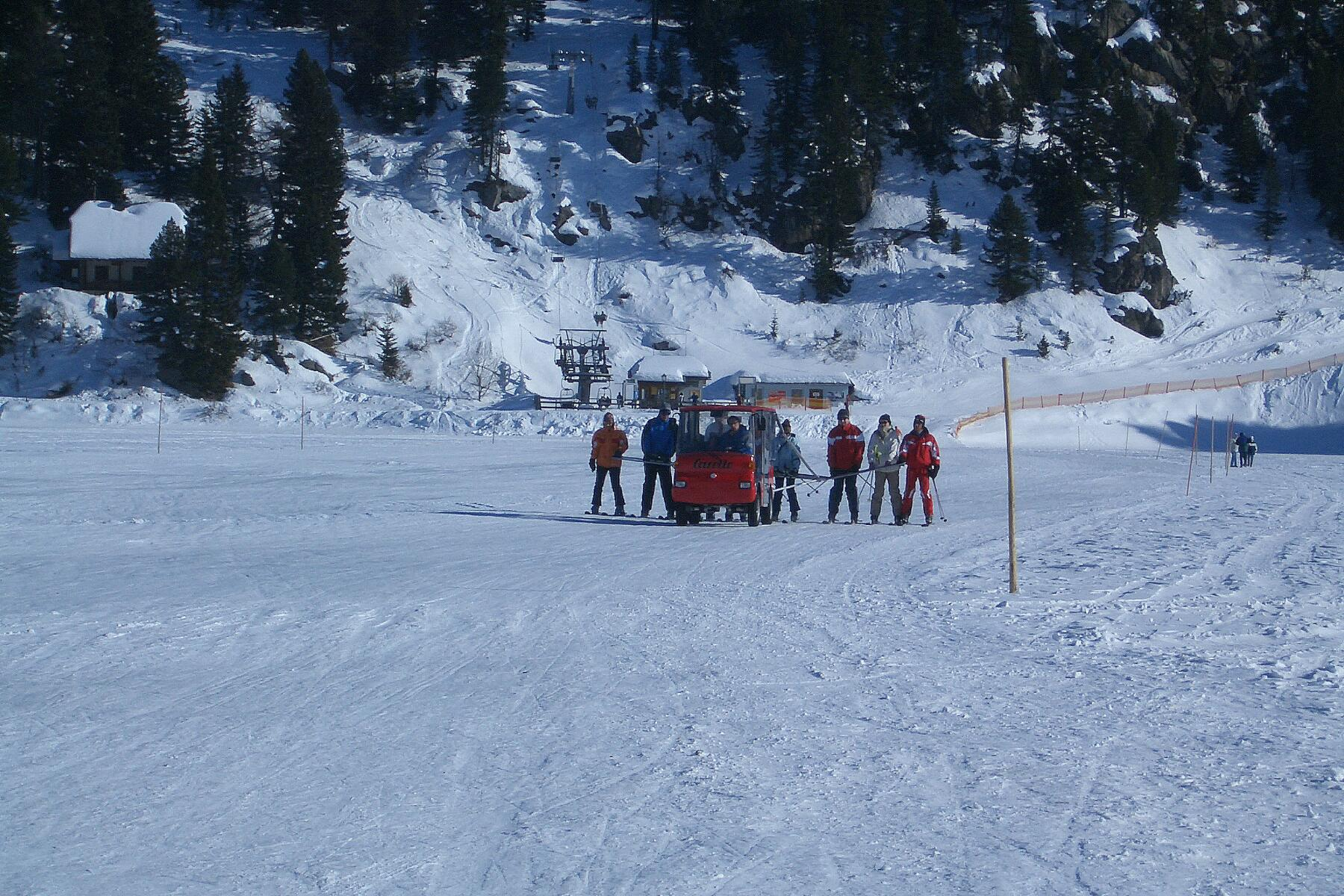
Озерне таксі на замерзлому озері

Взимку працюють п'ять крісельних підйомників (з них один гондольно-крісельний біля цілорічної санної траси) і 9 бугельних підйомників уздовж 38 гірськолижних трас. «Місцева гора» — вершина Корнок (2.193м) на Рінсеннок, з двома крісельними підйомниками, що проходять уздовж його східного схилу. Нижня станція підйомника на Корнок знаходиться в центрі села і також працює влітку. На північному схилі Туррахерхе є вимоглива лижна траса FIS до долини Туррахер. На східному та західному схилах сідловини є довші лижні траси легкої та середньої складності.
Загалом по території прокладено 25 км бігових лижних трас, біля них існують зимові пішохідні стежки. На озері очищаються від снігу майданчики для катання на ковзанах і керлінгу. Працює «Озерне таксі», яке є унікальним. Це снігохід, який курсує по замерзлому озеру між гірськолижними підйомниками та безкоштовно перевозить лижників.

### Літній туризм
Озеро Туррахер рідко використовується для купання влітку, оскільки температура води не піднімається вище 18 °C. Ось чому пропозиції для літнього туризму, обмежуються пішохідними стежками навколо озер та по навколишній гірській місцевості. П’ять пішохідних стежок промарковані, мають дошки з описом місцевості на пунктах уздовж шляху. Влітку також працюють два крісельних підйомники та санна траса.
Крім того, Туррахерхе знаходиться на східній околиці національного парку Нокберге, до якого можна потрапити через платну дорогу.

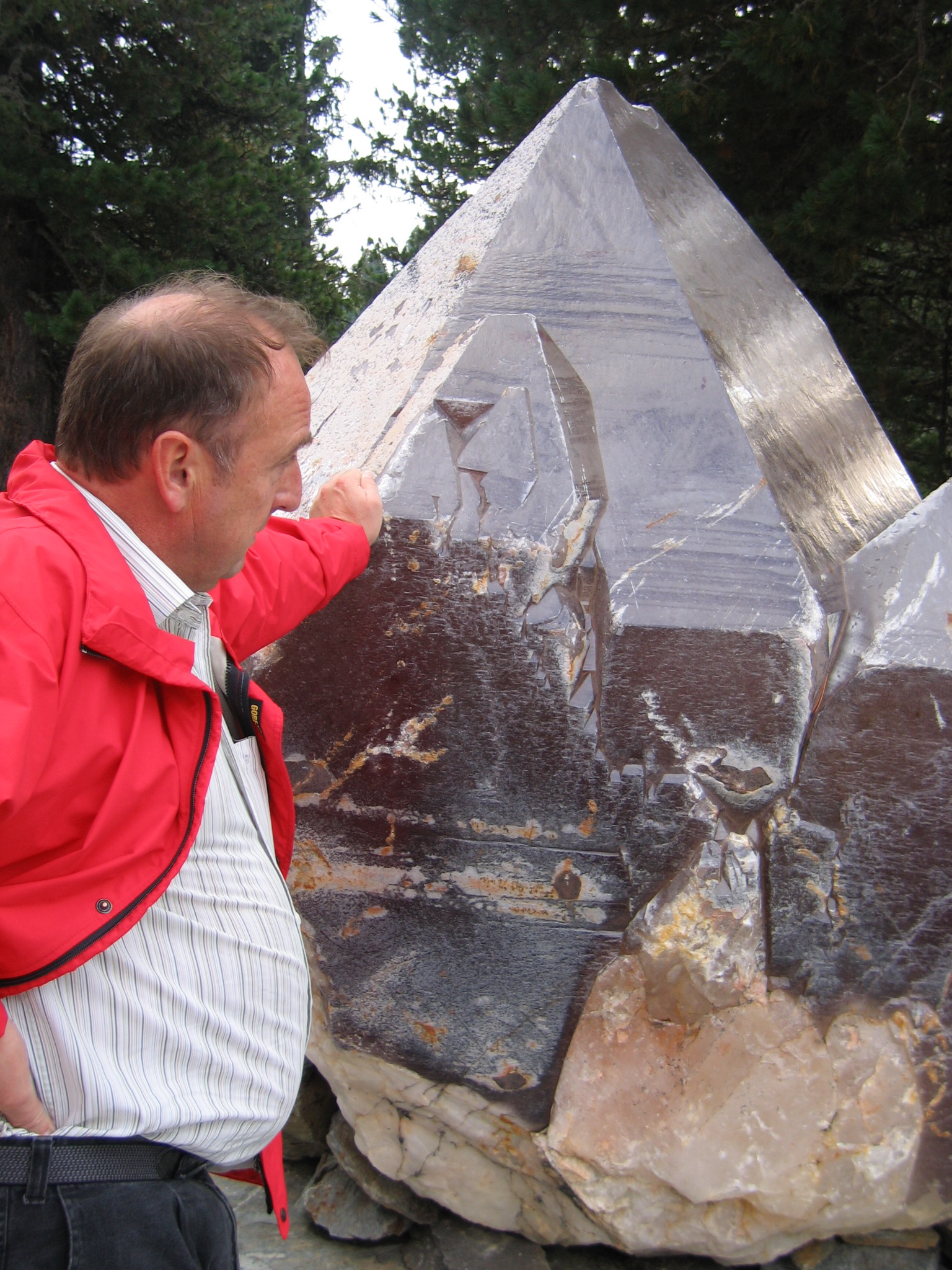
Гірський кришталь «Серце Гояса» в експозиції музею «Альпи+Мистецтво+Галерея»

### Музеї
Приватний музей «Альпи+Мистецтво+Галерея» був заснований у 1960 році як невеликий музей мінералів, а у 2000 році його було розширено. Початковий музей знаходився в переобладнаному Троадкастні, як називають елеватори в Каринтії. Під час розширення була побудована додаткове приміщення на 400 м² виставкової площі.
У селі Туррах біля підніжжя Туррахерхе існує  музей «Дерево та залізо», де представлені предмети часів гірничої справи в регіоні, а також пропонуються екскурсії по старих будівлях і шахтах. Тут зберігається модель бесемерівської груші в натуральну величину, яка вперше була використана на материковій Європі в Туррахі в XIX столітті.

## Природа

### Геологія

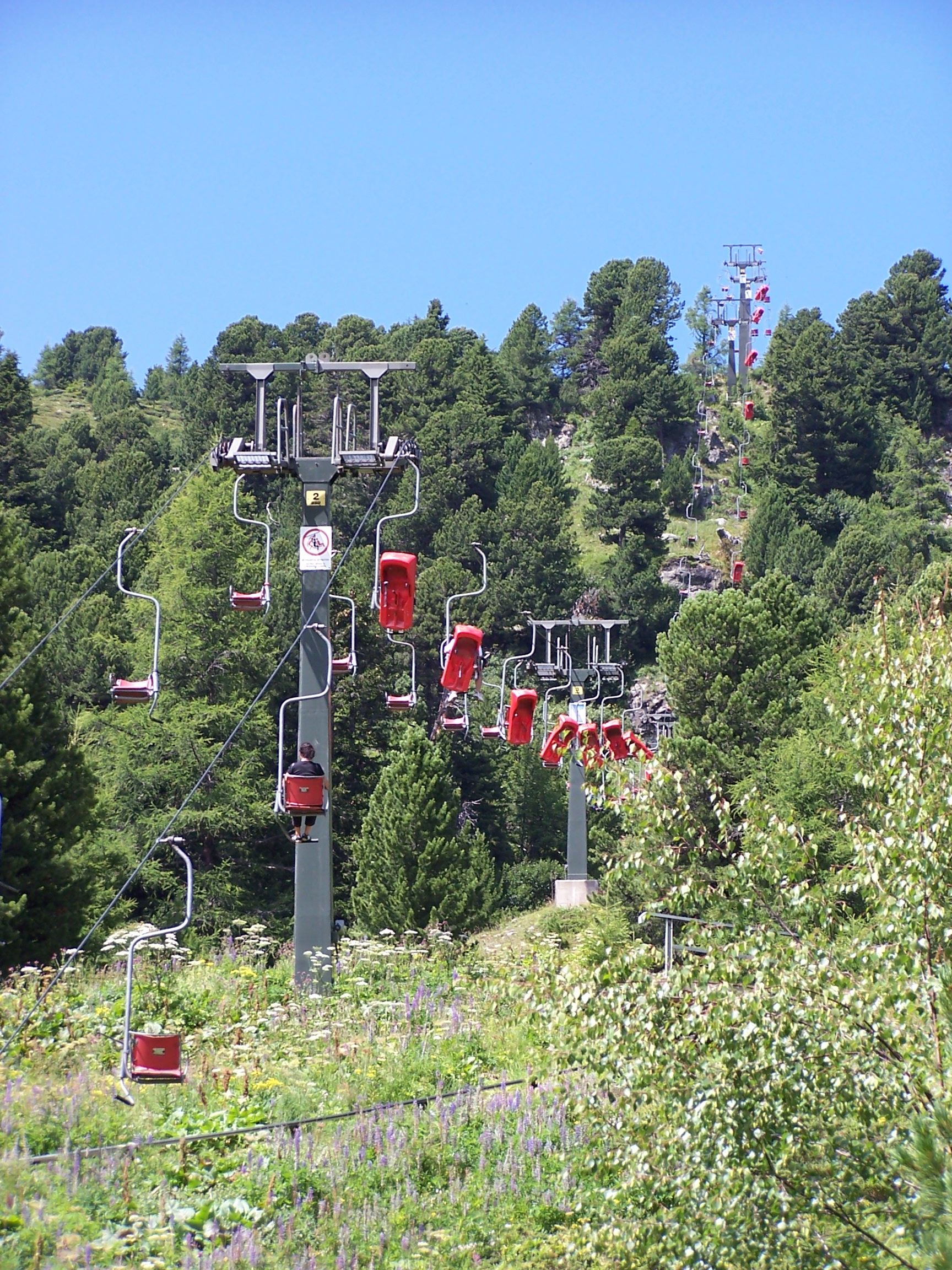
Крісельний підйомник

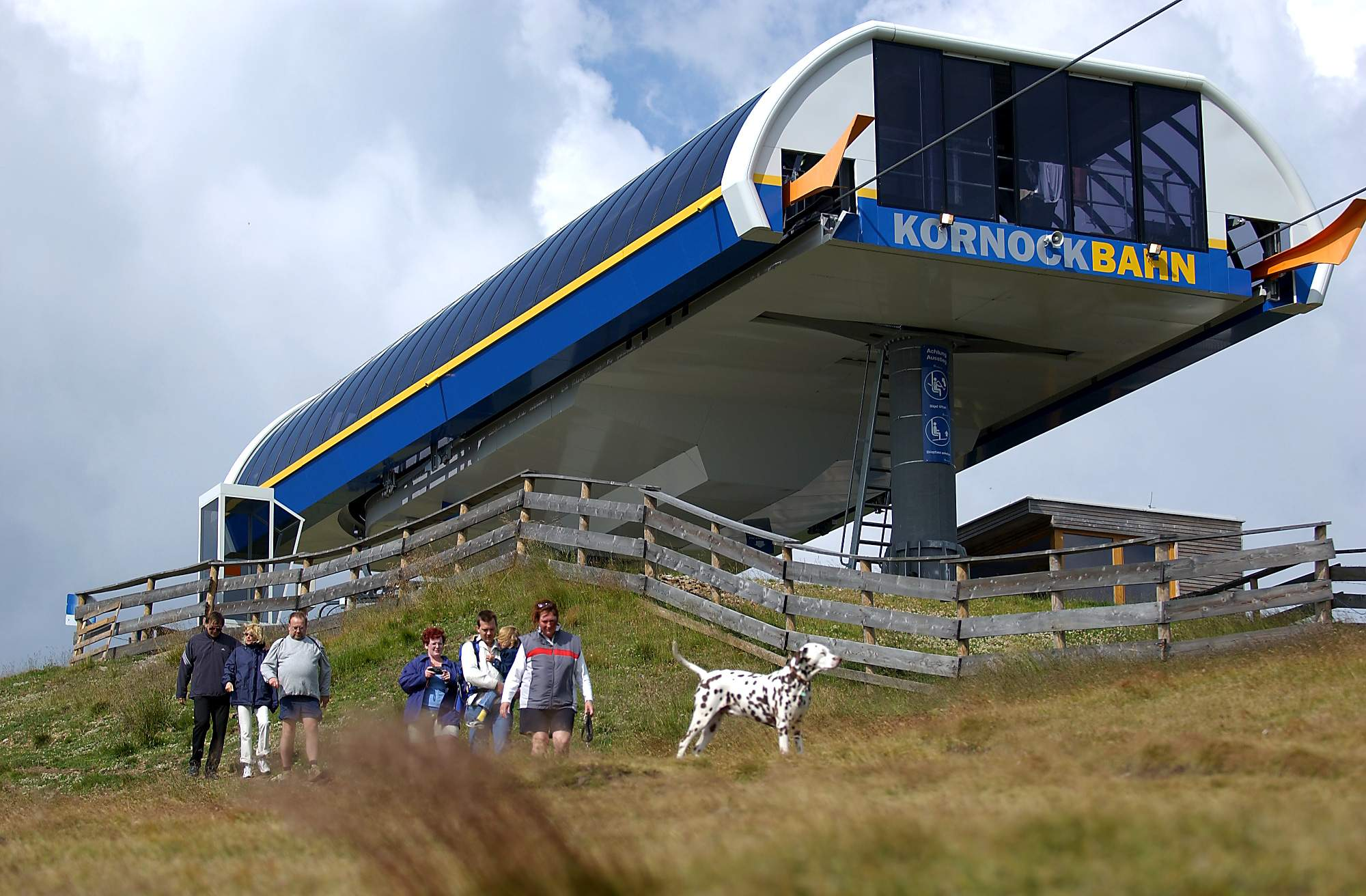
Верхня станція Корнокбан

Геологічна конструкція Туррахерхе сформована через наслідки тектонічних рухів, які призвели до формування Альп мезозойській ери приблизно 100 мільйонів років тому. Східні Центральні Альпи отримали свою нинішню структуру наприкінці третинного періоду.
З геологічної точки зору Туррахерхе та його околиці належать до шару палеозойських порід, що ковзали по шару порід тріасового періоду мезозою. В зоні зсуву та у пластах є родовища сидериту та лімоніту, які використовувались  для виплавки чавуну.
Найпоширенішими мінералами в районі Туррахерхе є філіт, утворений у силурі, парагнейс, слюдяний сланець, амфіболіт, деякі з яких були створені в едіакарський період. Вузькі смуги тріасового періоду складаються з вапняків і доломітів.
Під час різних льодовикових періодів четвертинного періоду Туррахерхе  був покритий льодовиком. У вюрмське зледеніння існували часткові течії льодовика Мура, які рухались на південь. Близько 20 тисяч років тому сильне потепління призвело до танення льодовиків. Як рідкісний релікт Вюрмського льодовикового періоду, на захід від озера Туррахер є льодовиковий колодец. Подальші наслідки зледеніння можна спостерігати у гляціологічних формах рельєфу: цирках та моренному насипу

### Клімат
Гірське розташування Туррахерхе створює велику кількість сонячної радіації протягом усього року, а  великі висоти спричиняють формування сухого повітря. Середня річна кількість опадів дорівнює 1 218 мм. Температурні показники повітря дуже сприятливі: середня температура січня становить від -5,9 до -8,2 °C, у липні — від 10,6 до 11,0 °C. Зазвичай снігопад починається не пізніше жовтня, і швидко утворюється щільна снігова ковдра, яка залишається до квітня, а іноді навіть до травня. В середньому на Туррахерхе  сніг лежить 158 днів.

### Туррахські озера
На Туррахерхе є три озера. Найбільшим з них є Туррахер з площею 19,4 га. Близько 300 м на схід від нього знаходиться Шварцзее (Чорне озеро) площею 2,6 га, розташовано на висоті 1840 м над рівнем моря. Своєю назвою Шварцзее зобов'язане своїй поверхні, яка здається темною через болота та антрацитові відкладення. У південному напрямку знаходиться Грінзее (Зелене озеро) площею 1,48 га, розташовано на висоті 1765 м над рівнем моря. Зелене забарвлення походить від харальних водоростей, що покривають дно озера. Грюнзее вважається наймальовничішим з трьох озер. Грінзее та Шварцзее знаходяться в охоронюваній ландшафтній зоні й тому на їхніх берегах заборонено будувати. До них прокладені пішохідні доріжки.
Поверхня озера Туррахер повністю замерзає на період до шести місяців на рік. Потужність льоду досягає одного метра. Оскільки вода з озера використовується для створення штучного снігу, рівень води в озері взимку може зменшуватися.
Крім озер, в районі Туррахерхе в льодовикових улоговинах створені болота. В районі вершини розташовані переважно верхові та перехідні болота. На вершинах Рінсеннок зустрічаються болота на висоті більш ніж 2000 м над рівнем моря. Велика територія берега  Шварцзее заболочена.

### Флора

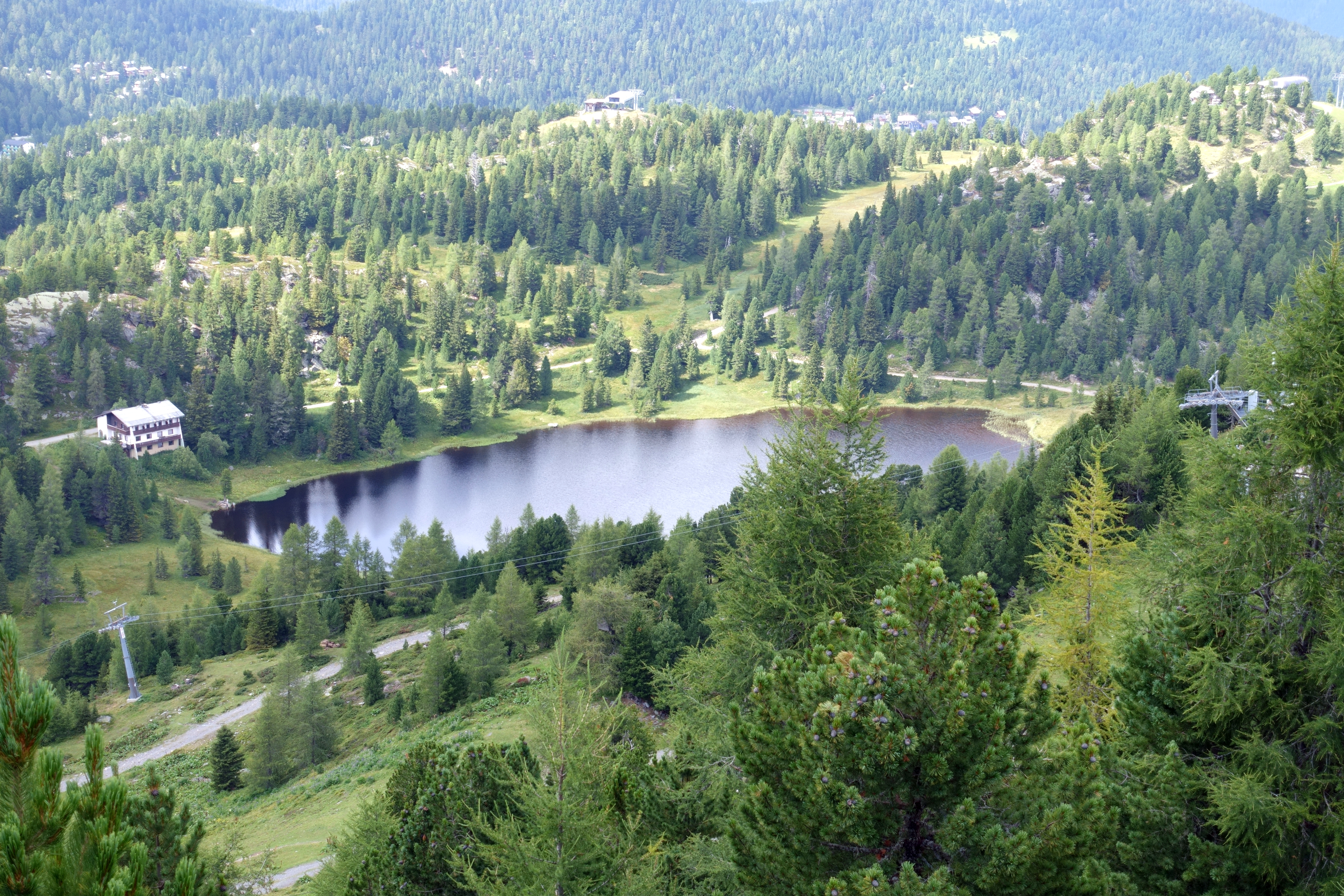
На Туррахерхе розташовано один з найбільших масивів сосни в Австрії

Туррахерхе має області лісової та альпійською рослинності. На нижніх ділянках розташовані ялинники з промисловими луками, смереково-модринні ліси, кедрові та сосново-модринні ліси. Над ними розташовано криволісся з чагарників і субальпійських та альпійських трав. Серед хвойних лісів переважають насадження сосни кедрової, що є найбільшими у Каринтії. Зустрічаються лісові ділянки з сосни гірської. Ліси тут розріджені, з підліском переважно з рододендрона іржавого, ялівцю альпійського і тирлича крапчастого. У субальпійському поясі зустрічаються хащі вільхи зеленої, різнотрав'я з аконіту, зонтичних (Peucedanum ostruthium), сугайника австрійського.
На болотах ростуть осока Багнова (зникаючий вид), низька осока, серцелиста орхідея і береза карликова. У болоті на південь від озера Шварцзее ростуть зникаючі види; осока чорна та росичка круглолиста. На болотах гори Рінсеннок зустрічається пухівочка дерниста, бартсія альпійська, товстянка альпійська та бобівник трилистий.На субальпійських трав'яно-злакових луках зустрічаються сон-трава весняна, сон-трава біла, первоцвіт дрібний.

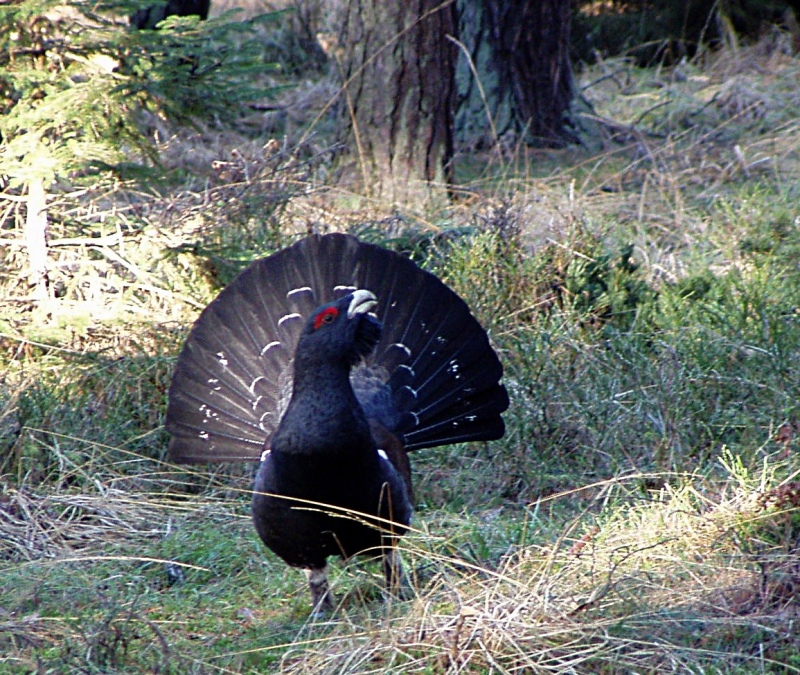
Тетерук — символічний птах національного парку Нокберге

### Тваринний світ
У регіоні Туррахерхе  зустрічаються багато представників альпійського тваринного світу, за винятком муфлона, який ніколи не був тут корінним. Окрім копитних (благородний олень, серна, козуля) та вранових (ворон, галка, сорока), у стабільних популяціях є також чотири представники родини фазанових (тетерук, біла куропатка та орябок). З хижих мисливських тварин водяться лисиця, борсук, куниця, куниця кам'яна, тхір європейський, горностай, ласка. Тут також зустрічаються хижі птахи, такі як яструб великий, боривітер звичайний,  беркут, а також рідше підсоколик великій та сапсан. З нічних хижих птахів зустрічаються  пугач, сич волохатий і сова. Трапляються бабаки.

## Дивись також
Схема лижних трасТуррахерхе